# Thuès-Entre-Valls
Thuès-Entre-Valls is een gemeente in het Franse departement Pyrénées-Orientales (regio Occitanie) en telt 34 inwoners (2009). De plaats maakt deel uit van het arrondissement Prades.

## Geografie
De oppervlakte van Thuès-Entre-Valls bedraagt 24,0 km², de bevolkingsdichtheid is dus 1,4 inwoners per km².

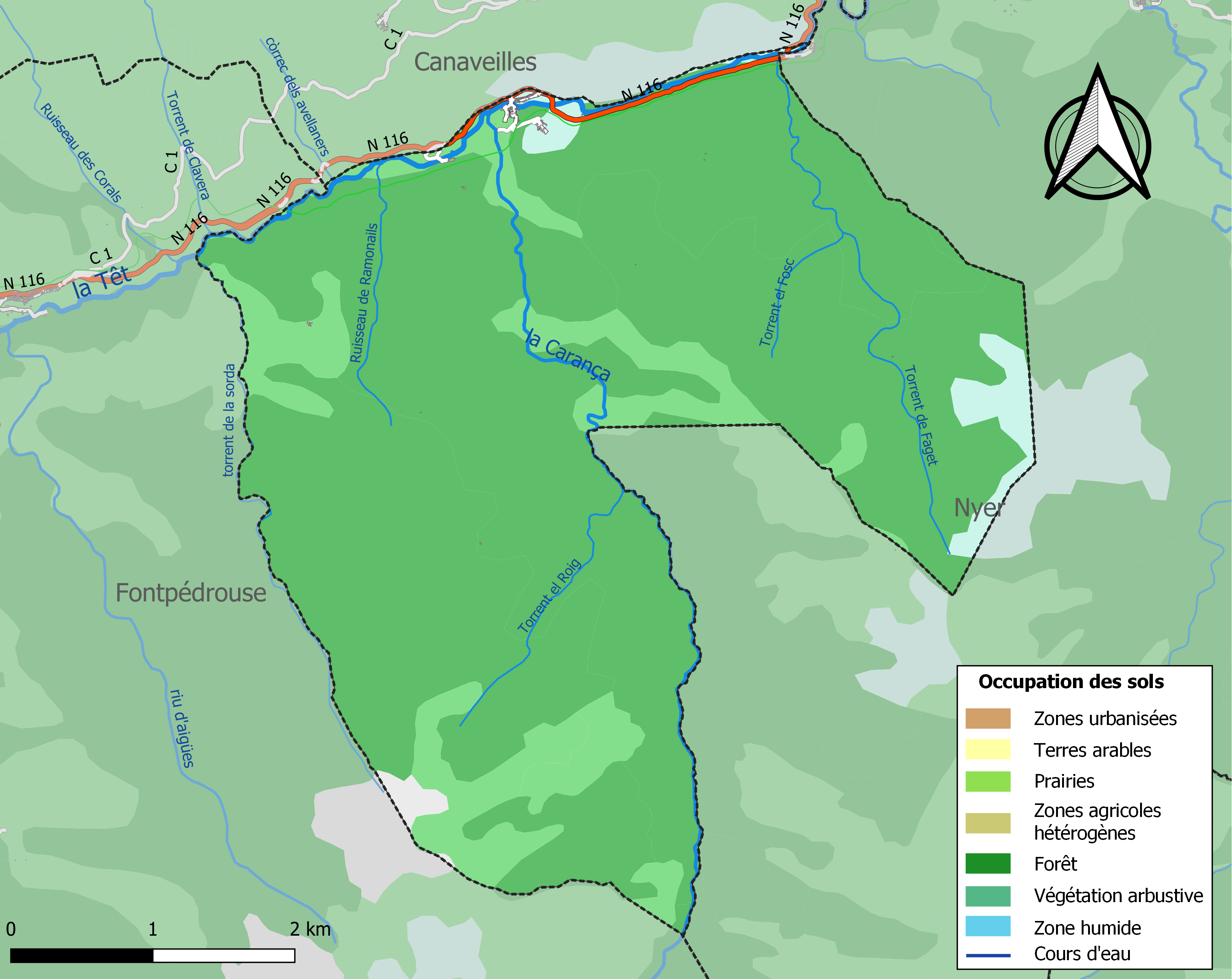
Kaart van de gemeente met de belangrijkste infrastructuur, bodemgebruik en omliggende gemeenten

## Verkeer en vervoer
In de gemeente liggen de spoorwegstations Thuès-Carença en Thuès-les-Bains.

## Demografie
Onderstaande figuur toont het verloop van het inwonertal (bron: INSEE-tellingen).